# Mycksjön (Borgsjö socken, Medelpad, 694430-150526)
Mycksjön är en sjö i Ånge kommun i Medelpad och ingår i Ljungans huvudavrinningsområde. Sjön har en area på 0,686 kvadratkilometer och ligger 328 meter över havet. Sjön avvattnas av vattendraget Grössjöbäcken.

## Delavrinningsområde
Mycksjön ingår i det delavrinningsområde (694409-150390) som SMHI kallar för Utloppet av Mycksjön. Medelhöjden är 385 meter över havet och ytan är 9,66 kvadratkilometer. Det finns inga avrinningsområden uppströms utan avrinningsområdet är högsta punkten. Grössjöbäcken som avvattnar avrinningsområdet har biflödesordning 3, vilket innebär att vattnet flödar genom totalt 3 vattendrag innan det når havet efter 107 kilometer. Avrinningsområdet består mestadels av skog (87 procent). Avrinningsområdet har 0,69 kvadratkilometer vattenytor vilket ger det en sjöprocent på 7,1 procent.